# Puerto de Fonte da Cova
El puerto de Fonte da Cova o La Casa la Cueva
es un puerto de montaña español, que comunica la Comarca de Valdeorras (Provincia de Orense, Galicia) con la Cabrera (provincia de León, Castilla y León). Está situado a una altitud de 1850 metros
y forma parte del macizo Galaico-Leonés

## Acceso
Dos rutas permiten acceder al puerto. Desde la parte gallega, en El Barco de Valdeorras, se toma la N-536 hasta Sobradelo de Valdeorras (8 km) y de ahí la OU-122 que lleva hacia el puerto (27 km). Desde la parte leonesa se llega desde La Baña la LE-230 (10 km)

## Actividades
Desde la década de los años 1930 este lugar era conocido por los pioneros del esquí en Galicia y aquí se creó en 1975 una pequeña estación de esquí (Montañas de Trevinca S.A.), que pocos años después cerraría. Aún pueden verse restos de los dos remontes que llegaron a operar.
Se inauguró en 2006 el refugio de Fonte da Cova que comprende un refugio y un bar-hostal. 
Desde su cumbre salen rutas de senderismo hacia peña Surbia, peña Trevinca, peñas Negras, Sextil Alto, Moncalvo y Picón.